# Nanda (hercegnő)
Sundari Nanda hercegnő Gautama Sziddhártha, a történelmi Buddha féltestvére volt. Közös apjuk volt Suddhódana király személyében, azonban az ő édesanyja Mahá Padzsápatí Gótamí volt, Buddha anyjának húga. Buddha megvilágosodása után belépett apácának és a dhjána (teljes meditatív felvétel) legjelesebb gyakorlójává vált. Az i. e. 6. században élt a mai Bihár és Uttar Prades állam területén, Indiában.

## Élete
Nanda születését hatalmas örömmel fogadták a szülei: Suddhódana király és Mahá Padzsápatí Gótamí királyné. Mahá Padzsápatí Gótamí Suddhódana második felesége volt, Májá (Buddha édesanyja) édestestvére. Nanda neve örömöt, elégedettséget jelent, annak megfelelően, amit a szülők éreztek születése után. Nanda ismert volt érettségéről és gyönyörűségéről. A sakjáktól való megkülönböztetés véget nevezték még őt "Rupa-Nanda", illetve "Szundari-Nanda" néven is.
Idővel a családjából sokan maguk mögött hagyták a fényűző világi életet Sziddhártha herceg megvilágosodását követően. Többek között testvére Nanda, unokatestvérei Anuruddha és Ánanda is, akik Buddha öt legkedvesebb tanítványai közé tartoztak. Anyja volt az első buddhista apáca (bhikkhuni), miután saját maga kérte meg a szanghát, hogy fogadják be őt. Ennek eredményeként sok nő a sakják közül szintén beállhatott apácának - például Jasodará, Sziddhártha felesége. Nanda is így tett, ám ő nem amiatt, hogy bízott volna a Buddhában és a tanításokban, hanem a vérrokonai felé érzett szeretete miatt.
Hamar kiderült, hogy Nanda nem tudott egészen jól összpontosítani apácaként a szerzetesi életmódra. Főleg saját szépségével és népszerűségével törődött, amelyet elmúlt életeiben szerzett karmájának köszönhetett. Ezeket a jó karmákat azonban újakkal nem tudta megtoldani. Bűnösnek érezte magát, hogy nem tud megfelelni a vele szemben támasztott követelményeknek. Meg volt győződve arról, hogy Buddha ki fogja őt zárni a rendből, ezért kerülte is őt.

## Megvilágosodása
Egy napon Buddha azt kérte bhikkhuniktól, hogy egyesével járuljanak elé, hogy tanítást adhasson át nekik. Nanda azonban nem engedelmeskedett a kérésnek, csak Buddha kifejezett, ismételt kérésére. Buddha kedvesen szólt hozzá és dicsérte pozitív tulajdonságait, ami miatt Nanda nagyon megörült. Mivel Nandát annyira lefoglalták saját szépségével kapcsolatos gondolatai, a Buddha fizikai hatalmát felhasználva Nanda szemei elé varázsolt egy nálánál szebb fiatal nőt, aki a szeme előtt öregedett gyorsított sebességben évtizedeket. Ez a látomás mélyen érintett Nandát. Ezután Buddha el tudta magyarázni Nanda számára az állandótlanság törvényét, amit ő tökéletesen megértett és elérte a jövőbeli megszabadulás szintjét — folyamba-lépés. A Buddha azt tanácsolta neki, hogy meditációjának középpontjába az állandótlanságot és a test hibáit állítsa. Szorgalmas gyakorlással Nanda lett a dzshána meditáció legkiválóbb gyakorlója és elérte az arhat szintet.